# Uramba maculata
Uramba maculata is een pissebed uit de familie Porcellionidae. De wetenschappelijke naam van de soort is voor het eerst geldig gepubliceerd in 1973 door Franco Ferrara.